# لوکا مورو (بازیکن فوتبال)
لوکا مورو (انگلیسی: Luca Moro؛ زادهٔ ۲۵ ژانویهٔ ۲۰۰۱) بازیکن فوتبال است.
از باشگاه‌هایی که در آن بازی کرده‌است می‌توان به باشگاه فوتبال پادوا اشاره کرد.
وی همچنین در تیم ملی فوتبال زیر ۲۰ سال ایتالیا بازی کرده‌است.